# Arthur Penn
Arthur Hiller Penn (Filadélfia, 27 de setembro de 1922 – 28 de setembro de 2010) foi um diretor e produtor de cinema e televisão norte-americano, famoso por seus filmes nos anos 1960 e 1970 e por seu papel na contracultura da época, principalmente por seu mais conhecido e aclamado trabalho, o filme Bonnie and Clyde, de 1967, que instituiu uma nova linguagem cinematográfica para o cinema de Hollywood.

## Biografia
Penn começou a carreira na televisão, onde se estabeleceu como diretor de dramas de qualidade, até estrear na direção cinematográfica em 1958 com The Left Handed Gun, a história do pistoleiro Billy the Kid, com Paul Newman, mostrando o lado psicológico personagem do jovem fora-da-lei como ainda não havia sido mostrado no cinema.
Seu próximo filme quatro anos mais tarde lhe trouxe o reconhecimento de Hollywood, com a transposição para as telas da história da luta de Anne Sullivan para ensinar a cega e surda Helen Keller a se comunicar com o mundo exterior em O Milagre de Anne Sullivan, que deu a Anne Bancroft o Oscar de melhor atriz e a Patty Duke o de melhor atriz coadjuvante, num brilhante trabalho de direção de atores de Penn.
Em 1965 Penn faria sua primeira parceria com Warren Beatty em Mickey One, filme dirigido sob a influência da Nouvelle Vague francesa que Penn admirava, com a história de um humorista de shows de boites perseguido pela máfia. Filme esteticamente ambicioso, sinistro e de montagem inovadora, dividiu público e crítica e sua atmosfera de paranóia inspiraria diversos filmes dos anos 70 entre eles The Parallax View, com o próprio Beatty.
Seu próximo filme, The Chase, apesar de não ter grande sucesso de bilheteria foi recheado de astros como Marlon Brando e Jane Fonda e lançou Robert Redford no cinema. Seguindo a estética e o interesse de Penn pelos tempos conturbados em que vivam os EUA, o filme faz um estudo profundo e cínico sobre a corrupção, o racismo e a violência endêmica do país, retratado numa pequena cidade sulista, com a volta à casa de um condenado fugitivo. Sua cena mais notável, o espancamento quase até a morte do xerife interpretado por um Marlon Brando sangrando por todos os lados, seria uma prévia do realismo que seria instituído no filme seguinte.
Em 1967, novamente reunido a Warren Beatty, Penn faria sua obra-prima, Bonnie and Clyde, a obra que o consagrou e confirmou Penn como um artista antenado com a desesperança e o desencantamento com o mundo da jovem geração dos anos 60. Apesar de ambientado na época da Grande Depressão, o filme tinha o verdadeiro espírito da contracultura e se tornou um fenômeno mundial. Devido a ele e a sua influência nos jovens cineastas americanos, na década seguinte o cinema produziu diversos thrillers na linha do "amor criminoso em fuga", o mais notável sendo Badlands, que em 1973 lançou ao estrelato Martin Sheen e Sissy Spacek.
Depois de Little Big Man, grande sucesso com Dustin Hoffman em 1970, em 1976 ele dirigiu Marlon Brando e Jack Nicholson num western notado pelo cinismo e humor de seus personagens, The Missouri Breaks, mostrando a relação entre um notório ladrão de cavalos e um excêntrico caçador de recompensas irlandês que o persegue no oeste americano.
Nos anos 80, com os tempos de contestação pela Guerra do Vietnam e pela mudança de costumes ficando para trás na sociedade americana, Penn perdeu seu 'momentum' como criador cinematográfico e seus filmes nesta década já não tiveram o mesmo brilho inovador de antes. Na década de 1990 ele voltou novamente sua atenção para o veículo em que começou a carreira, a televisão, e desde então vem atuando como produtor de diversas séries e programas de TV, atualmente sendo responsável pela produção executiva do seriado Law & Order, que já há algumas temporadas faz sucesso em todo o mundo.
Arthur Penn morreu na noite de terça-feira, dia 28 de setembro de 2010, em decorrência de problemas no coração e um dia após completar 88 anos de idade.

## Filmografia
- 1996: Inside (TV)
- 1995: Lumière et compagnie
- 1993: The Portrait (TV)
- 1989: Penn & Teller Get Killed (br.: "Perseguidos por acaso")
- 1987: Dead of Winter (br: "A morte no inverno" / pt: "A noite gótica")
- 1985: Target (br.: "O alvo da morte" / pt: "O alvo")
- 1981: Four Friends (br: "Amigos para sempre" / "Quatro amigos")
- 1976: The Missouri Breaks (br: "Duelo de gigantes" / pt: "Duelo no Missouri")
- 1975: Night Moves (br/pt: "Um lance no escuro")
- 1973: Visions of Eight
- 1970: Little Big Man (br: "Pequeno grande homem" / pt: "O pequeno grande homem")
- 1969: Alice's Restaurant (br: "Deixe-nos viver" / pt: "O restaurante de Alice")
- 1968: Flesh and Blood (TV)
- 1967: Bonnie and Clyde (br/pt: "Bonnie e Clyde")
- 1966: The Chase (br: "Caçada Humana" / pt: "Perseguição impiedosa")
- 1965: Mickey One
- 1964: The Train
- 1962: The Miracle Worker (br/pt: "O milagre de Anne Sullivan")
- 1958: The Left Handed Gun (br: "Um de nós morrerá" / pt: "Vício de matar")